# Branko Bošnjaković

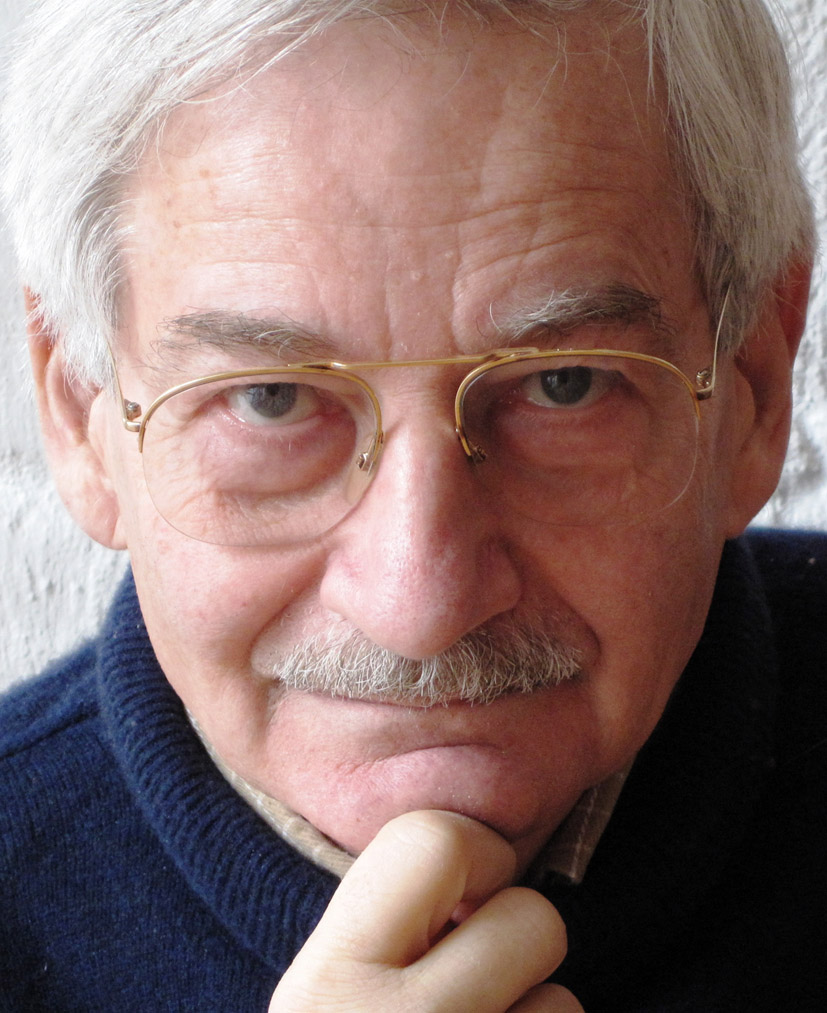
Branko F. M. Bošnjaković

Branko Franjo Marko Bošnjaković (* 18. Februar 1939 in Zagreb) ist ein niederländisch-kroatischer Physiker und Sachverständiger auf dem Gebiet der Umwelt und Nachhaltigkeit.

## Leben
Branko Bošnjaković studierte Physik an der Georg-August-Universität in Göttingen und erwarb 1968 das Doktorat auf ein kernphysikalisches Thema an der Rijksuniversiteit Utrecht. Seine Karriere betraf Grundlagen- und angewandte Forschung sowie internationales Management und beratende Funktionen.
Die Jahre von 1968 bis 1975 verbrachte er als Forscher auf dem Gebiet der Elementarteilchen im CERN, Genf. Von 1975 bis 1991, als Seniorberater im niederländischen Umweltministerium, entwarf und koordinierte er das Nationale Mehrjahresprogramm zur Umweltstrahlung. Von 1979 bis 1992 war er Mitglied des Internationalen Komitees zum Schutz gegen Nichtionisierende Strahlung (International Non-Ionising Radiation Committee, INIRC, jetzt ICNIRP), und trug damit zur Entwicklung und weltweiten Akzeptanz von Strahlenschutznormen bei. 1990 war er beratend tätig für die Internationale Atomenergie-Organisation (International Atomic Energy Agency, IAEA) zu den Folgen des nuklearen Unfalls in Tschernobyl.
Von 1991 bis 1993 war er Mitglied des Direktionsteams des REC (Regional Environmental Centre for Central and Eastern Europe) in Budapest, und danach als Berater der Weltgesundheitsorganisation im WHO European Centre on Environment and Health, Bilthoven (Niederlande). 1994 wurde er Mitglied der Kommission für Ausbildung und Kommunikation der Internationalen Union für Naturschutz (International Union for Conservation of Nature, IUCN). Von 1994 bis 2001 wirkte er als Regionalberater Umweltschutz der UN-Regionalkommission für Europa (UN Economic Commission for Europe) mit dem Schwerpunkt auf grenzüberschreitenden Umwelt-, Wasser- und Energieproblemen in Zentralasien, Transkaukasien und Südosteuropa. Von 1994 bis 2009 war Bošnjaković verbunden mit der Stiftung Avalon (Avalon Foundation) zur Förderung der nachhaltigen Landwirtschaft, zuletzt als Mitglied des Aufsichtsrates. Im Jahre 2001 wurde er zum Titularprofessor an der Technischen Fakultät der Universität Rijeka gewählt (Kroatien), mit Lehrveranstaltungen zum Umweltmanagement. Zeitweise ist er tätig als Konsultant für die Europäische Kommission, OSZE und UNESCO. Er ist Autor oder Mitautor von mehr als 120 wissenschaftlichen und fachlichen Veröffentlichungen auf den Gebieten der Kernphysik und der Elementarteilchenphysik, des Strahlenschutzes, der institutionellen und geopolitischen Probleme der Umwelt, der natürlichen Ressourcen und der Energie, sowie der Nachhaltigkeit. Ein häufig zitiertes Buch ist Human Exposure to Ultraviolet Radiation: Risks and Regulations.
Von 1985 bis 1991 wirkte Branko Bošnjaković als Koordinator der niederländischen Sektion von Amnesty International fuhr Menschenrechte in der ehemaligen DDR und war danach vielfach Zeuge der demokratischen Veränderungen in Mittel- und Osteuropa. Von 1990 bis 1995 war er Vorstandsmitglied der Stiftung Niederlande-Kroatien. Er war Mitorganisator einer Tagung zur Geschichte der Wissenschaft und Technologie in Zentraleuropa zwischen den beiden Weltkriegen, welche im November 2009 in Wien abgehalten wurde. 2011 war er eingeladener Autor bei der „Conference on Scholars in Exile and Dictatorships of the 20th Century“.

## Privates
Branko Bošnjaković stammt aus einer wissenschaftlich orientierten Familie. Sein Vater war der Thermodynamiker Fran Bošnjaković (1902–1993), sein Großvater war Srećko Bošnjaković (1865–1907), ein Pionier der Chemie und des Sports in Kroatien. Bošnjaković ist Vater zweier Kinder und der Großvater dreier Enkelkinder. Sein ständiger Wohnsitz befindet sich in der Schweiz.

## Autor oder Mitautor von Veröffentlichungen (Auswahl)
- Nuclear Waste Disposal in Salt: Long Term Environmental Consequences of Disposal in a Salt Dome in The Netherlands. In: Atomkernenergie-Kerntechnik, 38, 1981, S. 127–133.
- Transfrontier emergency planning within the European Communities, Proceedings of an International Symposium on Emergency Planning and Preparedness for Nuclear Facilities, organised by the IAEA and held in Italy, 4.–8. November 1985 (S. 35–41).
- UN/ECE strategies for protecting the environment with respect to international watercourses: the Helsinki and Espoo Conventions. In: Salman M.A. Salman, Laurence Boisson de Chazournes: International watercourses: enhancing cooperation and managing conflict. World Bank Technical Paper No. 414. The World Bank, Washington DC 1998, S. 47–64.
- Regulations of International Watercourses under the UN/ECE Regional Agreements. In: Water International, Vol. 25, Number 4, Dezember 2000, S. 544–553.
- UNECE environmental conventions: their role and potential to promote conflict prevention and settlement of disputes in transboundary environmental issues. In: E. Petzold-Bradley, A. Carius, A. Vincze (eds.): Responding to Environmental Conflicts: Implications for Theory and Practice. Kluwer Academic Publisher 2000, S. 263–282.
- Valuing and paying for ecosystem services: a pre-condition for sustainability. In: Ecohydrology & Hydrobiology, Vol. 6, Number 1–4, 2006, S. 123–134.
- Geopolitics of climate change: a review. Thermal Science, Vol. 16, No. 3, 2012, S. 629–654.
- Environment and climate change as geopolitical issues in the Asias: what can be learned from the European experience? Globality Studies Journal, Issue 35, 26 July 2013

## Auszeichnungen
1992 wurde ihm eine Anerkennungsplakette der amerikanischen Umweltbehörde (US Environmental Protection Agency EPA) zuerkannt, und 1994 erhielt er eine Auszeichnung für den Zivilschutz der Republik Slowenien. Branko Bošnjaković wurde 1998 zum Honorary Associate des Centre for Petroleum und Mineral Law and Policy (CEPLMP) in Dundee (Schottland) ernannt, und 2000 zum Life Fellow des REC (Regional Environmental Centre for Central and Eastern Europe) in Ungarn. Im gleichen Jahr erhielt er vom niederländischen Umweltministerium das Gouden Tientje (Goldene Zehn-Gulden-Münze) in Anerkennung der Verdienste um den Umweltschutz und die nachhaltige Entwicklung.